# Aboubacar Sylla
Aboubacar Sylla (ur. 23 grudnia 1983 w Konakry) – gwinejski piłkarz występujący na pozycji napastnika.
W reprezentacji Gwinei wystąpił jeden raz, 5 czerwca 2005 w wygranym 1:0 meczu el. do MŚ 2006 z Kenią.

## Statystyki ligowe
| Rozgrywki | Kraj    | Poziom | Kluby                                                                                      | Mecze | Gole |
| --------- | ------- | ------ | ------------------------------------------------------------------------------------------ | ----- | ---- |
| Ligue 2   | Francja | II     | FC Gueugnon                                                                                | 27    | 3    |
| National  | Francja | III    | AS Cherbourg                                                                               | 16    | 0    |
| CFA       | Francja | IV     | Football Croix-de-Savoie 74, FC Montceau Bourgogne, EDS Montluçon, Aurillac FCA, AS Yzeure | 98    | 33   |